# Рахматов, Адхам
Адхам Рахмат (наст. фамилия: Рахматов; 9 декабря 1909, Коканд — 23 февраля 1983, Ташкент) — узбекский советский писатель. Заслуженный работник культуры Узбекской ССР (25.04.1969).

## Биография
Родился в 1909 года в Коканде, Бухарский эмират, в бедной семье.
Уже с 7 летнего возраста — с 1917 по 1919 год работал на баев, во время Гражданской войны бродяжничал, с 1923 года воспитывался в детдоме.
В 1926—1928 годах учился в Ташкентском медицинском училище, но не окончил его, в 1929—1930 годах работал учителем в школе.
С 1930 по 1941 год работал в газетах — корреспондент республиканских газет «Правда Востока» и «Кызыл Узбекистан», был заведующим отделом в редакции газеты «Янги Фергана» («Новая Фергана»), ответственным секретарем газеты «Коллективист», ответственным редактором республиканской колхозной газеты «Колхозчи юли» (Путь колхозника).
С 1930 года начал выступать как поэт, был ответственным секретарём Кокандского отделения Союза советских писателей Узбекской ССР.
Участник Великой Отечественной войны. В РККА с октября 1941 года. Фронтовой корреспондент, заместитель редактора, а с 23 января 1943 и до выхода последнего номера 31 июля 1945 года — редактор фронтовой газеты на узбекском языке «Кызыл аскарлар хакикати» («Правда красных конников»). Демобилизован в марте 1946 года в звании капитана. Награждён медалями.
После войны снова работал в республиканских изданиях Узбекской ССР, в 1960-е годы возглавлял отдел по военно-патриотической тематике газеты «Совет Узбекистони».
Окончил в Москве Высшие литературные курсы при Союзе писателей СССР, активно писал.
Умер в 1983 году.

## Награды и признание
В 1959 награждён медалью «За трудовое отличие».
В 1975 году за документальную повесть «Казак из Ташкента» награждён государственной наградой СССР — серебряной Медалью имени Александра Фадеева.
В 1979 году награждён Орденом Трудового Красного Знамени — «за заслуги в развитии советской литературы».

## Творчество
Печататься начал с 1930 года, его первое стихотворение «Песня о белом золоте» было напечатано в газете «Янги Фергана».
Начинал как детский писатель, поэт — до войны вышли сборники его стихов «Счастливое детство» (1936), «Книга дум» (1938), «Увлекательные напевы» и «Стихи» (оба в 1940).
Придя с фронта посвятил себя освещению подвигов земляков в Великой Отечественной войне — автор документальных биографических очерков и рассказов как о широко известных личностях — Герое Советского Союза Шарифе Эргашеве, одном из первых узбекских генералов Махмуде Касимове, так и о малоизвестных героях, так, отмеченная премией документальная повесть «Казак из Ташкента» — о комиссаре Исмаиле Салимове.
Автор драмы «Абдулла Набиев», шедшей в театрах, по ней написал сценарий фильма «Пятеро из Ферганы».
Автор произведений о героине Гражданской войны Майне Хасановой — рассказа «Подвиг» и пьесы «Мужество».

## Память
В Ташкенте именем писателя названа улица — улица Адхама Рахмата (бывшая Радиальная).